# Uspénovka
Uspénovka (en rus: Успеновка) és un poble de l'óblast de l'Amur, a Rússia, que el 2018 tenia 269 habitants, pertany al districte de Bureiski.